# Randa Abdel-Fattah
Randa Abdel-Fattah, född 6 juni 1979 i Sydney, är en australisk advokat och författare inom barn- och ungdomslitteratur och prosa.

## Biografi
Abdel-Fattah är uppvuxen i Melbourne, Australien, och är av egyptisk och palestinsk härkomst. Hon arbetar som advokat och är aktiv som journalist och föreläsare. Abdel-Fattah har även ett stort engagemang för människorättsfrågor och är med i nätverk för muslimska kvinnor. Abdel-Fattah bor i Sydney tillsammans med sin man och sin dotter.
Abdel-Fattahs debutrom Does my head look big in this? (2005) skrev hon som en reaktion på de fördomar och åsikter hon mötte då hon som tonåring valde att bära slöja. Verkligheten för en muslimsk kvinna i ett sekulariserat, västerländsk samhälle är ett viktigt tema i flera av hennes böcker.
2017 tilldelades Abdel-Fattah Victorian Premier's Literary Awards i kategorierna "writing for young adults" och "people's choice" med When Michael met Mina (2016).